# 슈탄슈타트역
슈탄슈타트역(독일어: Bahnhof Stansstad)은 스위스 니트발덴주의 슈탄슈타트 시정촌에 있는 기차역이다. 이 역은 첸트랄반 철도 회사가 소유한 루체른-슈탄스-엥겔베르크선에 있으며, 루체른 호수의 알프나흐제의 어귀를 가로질러 로퍼 제2터널로 노선을 운반하는 다리에 인접해 있다.
현재의 기차역은 슈탄슈타트에 존재하는 두 번째 역으로, 1964년 당시 슈탄슈타트-엥겔베르크선을 헤르기스빌의 브뤼닉선으로 연결하기 위해 개통된 선로 구간의 관통 역으로 건설 되었다. 원래 슈탄슈타트역은 현재 역에서 북쪽으로 약 500m 떨어진 호숫가에 위치한 종점이었다. 원래의 역 건물은 여전히 존재하며, 현재는 레일이 없지만, 여전히 호수 운송에 사용된다. 이전 경로와 새 경로는 슈탄슈타트의 슈탄스 쪽에서 수렴하지만, 이전 경로에는 흔적이 거의 남아 있지 않다.

## 운행편
다음 서비스는 슈탄슈타트에서 정차한다.
- 루체른 S-반 :
  - S4 : 루체른과 슈탄스까지 30분 간격 운행, 볼펜쉬센까지 계속 운행.
  - S44 : 루체른과 슈탄스 사이의 러시아워 운행

역은 또한 뷔르겐슈토크, 슈탄스 및 뷔렌 행 서비스를 포함한 포스트버스 서비스를 제공한다. 도보로 500m 거리에 있는 오래된 역은 루체른 및 기타 호숫가 커뮤니티에 대안 연결을 제공하는 루체른호 해운(SGV)의 루체른 호수 운송 서비스를 제공한다.